# Badminton-Junioreneuropameisterschaft 1979
Die Badminton-Junioreneuropameisterschaften 1979 fanden vom 14. bis zum 21. April 1979 in Mülheim an der Ruhr statt.

## Medaillengewinner
| Disziplin    | Gold | Silber | Bronze |
| ------------ | --- | --- | --- |
| Herreneinzel | Jens Peter Nierhoff | Nick Yates | Steve Baddeley |
| Herreneinzel | Jens Peter Nierhoff | Nick Yates | Evgeniy Dayanov |
| Dameneinzel  | Kirsten Larsen | Else Thoresen                                                                                                 | Kirsten Meier |
| Dameneinzel  | Kirsten Larsen | Else Thoresen                                                                                                 | Diane Simpson |
| Herrendoppel | Peter Isaksson Jan-Eric Antonsson | Harald Klauer Gerhard Treitinger                                                                              | Jesper Knudsen Torben Kjær |
| Herrendoppel | Peter Isaksson Jan-Eric Antonsson | Harald Klauer Gerhard Treitinger                                                                              | Nick Yates Christopher Back |
| Damendoppel  | Sally Leadbeater Gillian Clark | Charlotte Pilgaard Bettina Kristensen                                                                         | Kirsten Larsen Kirsten Meier |
| Damendoppel  | Sally Leadbeater Gillian Clark | Charlotte Pilgaard Bettina Kristensen                                                                         | Diane Simpson Christine Dickinson                                                                                                 |
| Mixed        | Jens Peter Nierhoff Charlotte Pilgaard | Peter Isaksson Lena Axelsson                                                                                  | Frank van Dongen Grace Kakiay |
| Mixed        | Jens Peter Nierhoff Charlotte Pilgaard | Peter Isaksson Lena Axelsson                                                                                  | Jan-Eric Antonsson Ann-Sofi Bergman                                                                                               |
| Mannschaften | Dänemark Jens Peter Nierhoff Kirsten Larsen Jesper Knudsen Torben Kjær Charlotte Pilgaard Bettina Kristensen Bent Svenningsen Kirsten Meier Mark Christiansen Michael Kjeldsen | England Gillian Clark Nick Yates Diane Simpson Steve Baddeley Donald Burden Sally Leadbeater Christopher Back | Schweden Peter Isaksson Lena Axelsson Jan-Eric Antonsson Ann-Sofi Bergman Klas-Gunnar Jönsson Christine Magnusson Maria Bengtsson |

## Finalresultate
| Disziplin    | Sieger                                 | Finalist                              | Ergebnis          |
| ------------ | -------------------------------------- | ------------------------------------- | ----------------- |
| Herreneinzel | Jens Peter Nierhoff                    | Nick Yates                            | 17–16, 15–1       |
| Dameneinzel  | Kirsten Larsen                         | Else Thoresen                         | 11–2, 11–4        |
| Herrendoppel | Peter Isaksson Jan-Eric Antonsson      | Harald Klauer Gerhard Treitinger      | 15-9, 16-17, 15-0 |
| Damendoppel  | Sally Leadbeater Gillian Clark         | Charlotte Pilgaard Bettina Kristensen | 15-12, 15-9       |
| Mixed        | Jens Peter Nierhoff Charlotte Pilgaard | Peter Isaksson Lena Axelsson          | 15-7, 15-7        |

## Mannschaften

### Endstand
- 1.  Dänemark
- 2.  England
- 3.  Schweden
- 4.  Deutschland
- 5.  Sowjetunion
- 6.  Schottland
- 7.  Niederlande
- 8.  Norwegen
- 9.  Irland
- 10.  Tschechoslowakei
- 11.  Österreich
- 12.  Wales
- 13.  Belgien
- 14.  Jugoslawien
- 15.  Finnland
- 16.  Schweiz
- 17.  Portugal
- 18.  Frankreich
- 19.  Italien